# The Dorm That Dripped Blood
The Dorm That Dripped Blood (distribuito alternativamente come Pranks; originariamente intitolato Death Dorm) è un film slasher americano del 1982 diretto da Stephen Carpenter e Jeffrey Obrow e scritto da Carpenter e Stacey Giachino. Ha come protagonisti Laura Lapinski, Stephen Sachs, David Snow e Pamela Holland nei panni di quattro studenti universitari che rimangono nel campus durante le vacanze di Natale per svuotare un dormitorio che dovrebbe essere rinnovato. Nel corso del loro lavoro vengono perseguitati da uno sconosciuto aggressore che utilizza vari strumenti industriali per colpire le sue vittime. Il film segna il debutto cinematografico dell'attrice Daphne Zuniga.
Inizialmente il film venne considerato un video nasty nel Regno Unito, ma in seguito è stato rimosso dalla lista.

## Trama
Il film inizia con un giovane in fuga da un inseguitore che non viene mostrato. Il ragazzo, nascosto tra i cespugli, sembra essere riuscito a sfuggirgli, ma viene poi afferrato da dietro e ucciso.
Joanne e il suo ragazzo Tim partecipano a una festa del college, nella quale Joanne parla di come l'edificio (Morgan Meadows Hall) deve essere svuotato prima di essere demolito. Insieme agli amici Bryan, Patty, Craig e Debbie i due decidono di restare nel campus durante le vacanze di Natale per aiutare a liberare l'edificio per l'imminente ristrutturazione in appartamenti privati. Tuttavia Tim parte il giorno successivo per un'escursione sugli sci e Debbie informa gli altri di non potere restare perché i suoi genitori la stanno venendo a prendere.
I genitori di Debbie arrivano la sera e aspettano Debbie, la quale è impegnata a cercare l'inventario di Joanne. Suo padre diventa impaziente e lascia la macchina per andare a cercarla, ma viene aggredito e ucciso con una mazza da baseball a spillo. Sua madre viene invece strangolata in macchina con un filo sottile. Debbie li trova entrambi morti e sviene dall'orrore. L'assassino sposta il suo corpo e le schiaccia la testa con la macchina, quindi posiziona tutti i corpi in macchina e se ne va.
Il giorno successivo Patty vede uscire dai cassonetti uno strano uomo, John Hemmit, che non dovrebbe essere nel dormitorio. Più tardi, quel giorno, il custode Bill si lamenta che uno dei suoi trapani è stato rubato, mentre Joanne sospetta che sia stato John a rubarlo. Joanne quindi incontra Bobby Lee Tremble, un venditore locale che sta acquistando alcuni tavoli dal dormitorio. Non molto tempo dopo Bill viene ucciso nei bagni con il trapano rubato. Craig e Bryan vedono John che cammina vicino al dormitorio e cercano di avvertirlo. La sera il gruppo gioca a biliardo, ma Patty vede John che lo scruta attraverso una finestra e va fuori di testa. Il gruppo, decidendo di prendere in mano la situazione, decide di cercarlo intorno all'edificio, ma non riesce a trovarlo.
Il gruppo prepara la cena, quando Craig nota che manca un po' di cibo e vede John fuggire. Mentre il gruppo lo cerca nuovamente l'assassino rovina la loro cena devastandola con la mazza a spillo. Il gruppo, tornando e vedendo il caos, chiama la polizia e denuncia John. Più tardi, quella notte, Joanne sente il rumore di passi sul tetto del dormitorio e chiama gli altri nella sua stanza nel preciso istante nel quale il generatore si interrompe. Mentre sta raggiungendo la stanza della ragazza Bryan viene aggredito; Craig e Patty decidono di scendere per cercare di ricollegare il generatore, mentre Joanne resta in camera. In cucina Craig e Patty si separano e la ragazza viene afferrata da dietro e stordita dall'assassino, che la getta in una pentola a pressione industriale.
Craig ritorna nella stanza di Joanne, spiegando di essere stato attaccato e che non riesce a trovare Patty da nessuna parte. Joanne scopre il cadavere mutilato di Bryan in un ripostiglio e viene messa alle strette da John Hemmit. La ragazza fugge da lui, torna da Craig e insieme riescono ad affrontare e uccidere Hemmit. Tuttavia, a questo punto, Craig rivela che in realtà è lui l'assassino, che John lo sapeva e stava cercando di avvertire Joanne. Dopo essere stata inseguita a Joanne vengono mostrati i cadaveri di Patty, di Debbie e della sua famiglia mentre Craig spiega che è innamorato di lei e che si è sbarazzato di chiunque fosse interessato a lei o cercasse di impedirle di amarla.
Joanne tenta di fuggire senza però riuscirci. Craig mette fuori combattimento Joanne, ma viene poi fermato da Bobby Lee. Giunge sul luogo la polizia che, convinta che Bobby sia il vagabondo segnalato dal gruppo, gli spara uccidendolo quando egli tenta di uccidere Craig. La polizia va via in cerca di rinforzi e assistenza medica, mentre Craig decide di uccidere Joanne perché sa che non l'avrà mai. Prende la ragazza ancora incosciente e getta il suo corpo in un inceneritore. Mentre Craig si allontana dal luogo i poliziotti fuori del campus si chiedono se il fumo proveniente dall'inceneritore debba avere un odore così cattivo.

## Produzione

### Concezione e casting
Ispirato da Venerdì 13, Stephen Carpenter ha co-scritto la sceneggiatura con Stacey Giachino mentre erano studenti di cinema dell'University of California, Los Angeles. Il titolo originale del film era The Third Night, e in seguito divenne Death Dorm dopo che la produzione fu terminata. Per ottenere finanziamenti per il film Obrow e Carpenter hanno girato filmati per un trailer promozionale preventivo al fine di presentare il film agli investitori.
Il casting è stato fatto da Obrow e Carpenter indipendentemente da un direttore del casting, in quanto non potevano permettersi di assumerne uno. Nel film il direttore del casting è accreditato come "Wesley Lou David", che è un amalgama dei nomi dei registi e dei produttori.

### Riprese
Il film è stato girato principalmente nel campus della UCLA all'interno e intorno all'edificio della scuola di cinema e presso la University Cooperative Housing Association. La cinematografia è stata completata utilizzando le attrezzature dell'università e il film è stato girato principalmente su videocamere portatili Eclair su pellicola da 16 millimetri, che è stata successivamente ingrandita fino a 35 mm.
Come stabilito la maggior parte del film è stata girata durante le vacanze di Natale all'università per un periodo di circa tre settimane nel dicembre del 1980 e gennaio del 1981, e ulteriori riprese sono state completate nel corso dei sei mesi successivi.

## Distribuzione

### Censura
Per evitare una valutazione X il film è stato sostanzialmente tagliato dalla MPAA negli Stati Uniti e dalla BBFC nel Regno Unito, con parti delle scene omicide troncate o quasi completamente eliminate. La scena del delitto del padre di Debbie con la mazza da baseball a spillo fu notevolmente ridotta per mostrare solo uno o due colpi alla testa e il filmato del manutentore che veniva perforato attraverso la testa con il trapano elettrico fu completamente eliminato.
Dopo l'uscita del film nel Regno Unito (sotto il titolo Pranks), venne considerato un video nasty, molto probabilmente a causa della sequenza di uccisioni del trapano, e per la copertina che raffigurava la mazza da baseball a spillo. Si presumeva che la BBFC fosse preoccupata che, poiché l'arma era chiaramente rappresentata, era imitabile. Tuttavia il film non è stato perseguito con successo ed è stato rimosso dall'elenco. Alla fine è stato ripubblicato in video nel 1992 con dieci secondi di tagli del suddetto omicidio con trapano.

### Distribuzione cinematografica
Negli Stati Uniti il film è stato distribuito dal suo distributore con il titolo Pranks nel 1982, modificando il titolo originale di Carpenter e Obrow Death Dorm. Dopo che i distributori hanno ritenuto il titolo insoddisfacente e non favorevole alle vendite al botteghino il film è stato ridistribuito come The Dorm That Dripped Blood il 23 settembre 1983, in 40 cinema statunitensi. Nel suo weekend di apertura il film ha incassato un totale di 215000 $. Nel Regno Unito, è stato distribuito esclusivamente con il titolo Pranks dalla New Line Cinema.

## Accoglienza

### Incassi
Girato con un budget di 150.000 dollari, il film ne incassò nei botteghini più di 215.000.

### Critica
In una valutazione retrospettiva del film il giornalista Jim Harper ha definito il film "uno dei migliori tra i tagliandi degli anni ottanta a basso budget. Anche se il materiale è piuttosto derivato, la regia mostra risultati promettenti e la sceneggiatura avrebbe potuto essere molto peggio." Il giornalista cinematografico Adam Rockoff ha dato una valutazione negativa al film, definendolo un "blasher insipido e senza ispirazione", aggiungendo: "The Dorm That Dripped Blood tenta una misera pugnalata all'originalità uccidendo la final girl nell'ultima scena del film. Questo finale inutile e pessimo è in realtà un sollievo, in quanto segnala non solo la fine della sua fastidiosa autostima, ma per il film nel suo insieme."
The Dorm That Dripped Blood detiene una valutazione di approvazione dello 0% sul sito web aggregatore di recensioni di film Rotten Tomatoes, basato su cinque recensioni critiche.
Cavett Binion di AllMovie lo ha qualificato come "clone slasher derivato", assegnandogli 1,5 stelle su 5.
TV Guide ha assegnato al film 1 stella su 5, definendolo "Assolutamente prevedibile e pieno di infuriating red herrings". Il sito web di recensioni di film horror Oh, the Horror! ha criticato la sceneggiatura, la regia e la recitazione "abissale" del film, ma si è complimentato con la colonna sonora del film e gli effetti cruenti. Lo studioso cinematografico John Stanley, in Creature Features: The Science Fiction, Fantasy, and Horror Movie Guide (2000), ha assegnato al film una stella su cinque.

## Home media
Venne distribuito in DVD negli Stati Uniti con il titolo originale Pranks ma alla fine è stato distribuito con il suo titolo più noto su Blu-ray (in un pacchetto combinato, contenente anche una copia del DVD) il 26 aprile 2011. Questo Blu-ray presenta la versione directors' cut integrale di 88 minuti intitolata Death Dorm, versione del film che non era mai stata vista dal pubblico in precedenza, mostrando sequenze gore addizionali ed estese.